# روابط خارجی کره جنوبی
کرهٔ جنوبی به دلیل قرار گرفتن در منطقهٔ استراتژیک و رهبردی شرق آسیا بارها مورد توجه و حتی حملهٔ کشورهای همسایه خود از جمله کرهٔ شمالی، چین و ژاپن قرار گرفته‌است.

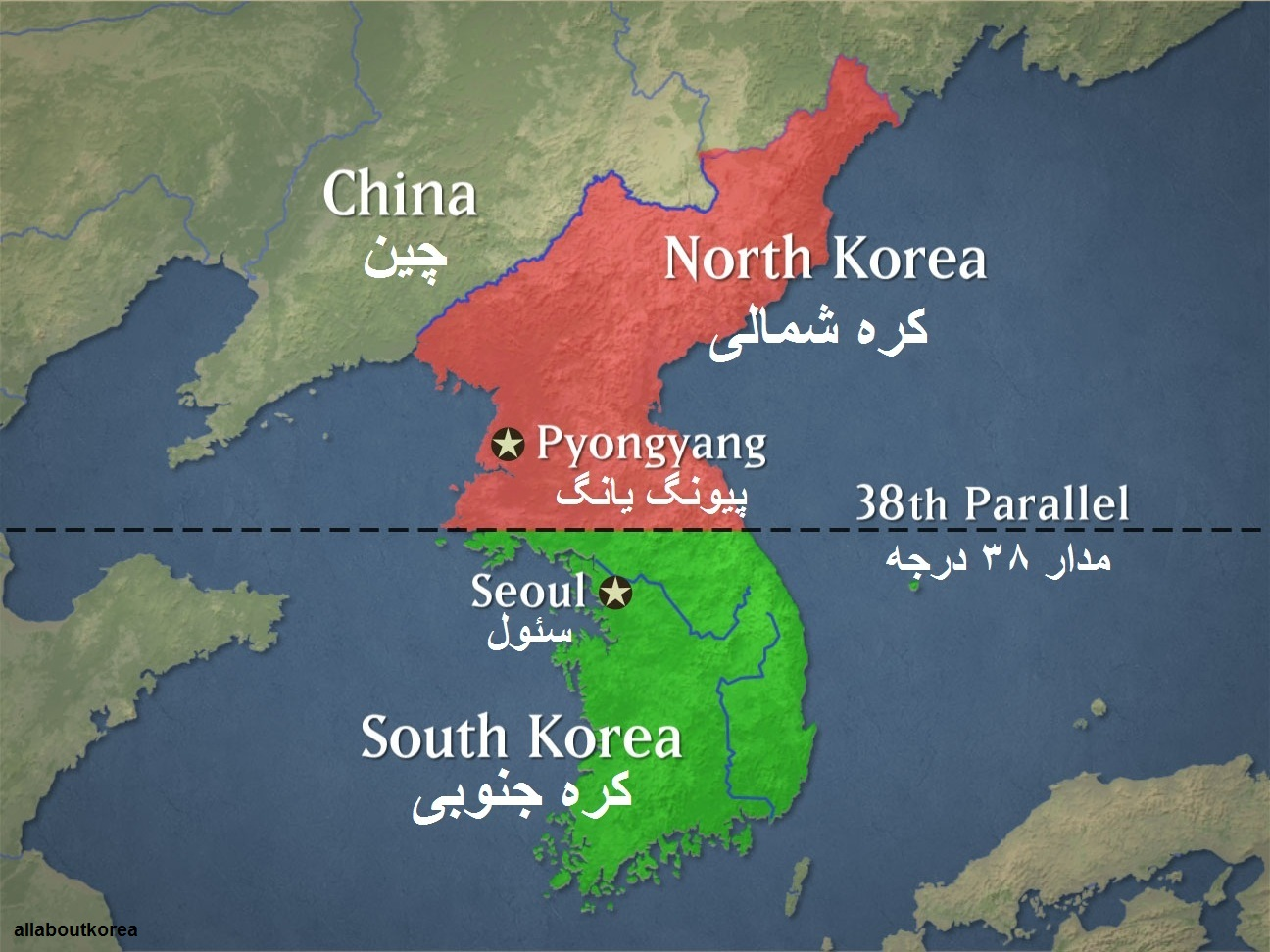
موقعیت کرهٔ جنوبی

روابط سیاسی کرهٔ جنوبی تا حدود زیادی نشأت گرفته از آمریکا و غرب است به استثنای اینکه خصومت شدیدی با ژاپن همسایۀ جنوبی-شرقی خود دارد. این خصومت به خشونت نظامیان ژاپنی در جریان استعمار ژاپن بر کره و اواخر جنگ جهانی دوم باز می‌گردد. از این حیث کرهٔ شمالی رقیب سنتی کرهٔ جنوبی نقطهٔ مشترکی با همسایهٔ جنوبی‌اش دارد.
از زمان جدایی دو کره، کرهٔ جنوبی و کرهٔ شمالی هیچ‌گونه روابط دیپلماتیکی با یکدیگر نداشته‌اند.
کرهٔ شمالی بارها همسایۀ جنوبی خود را تهدید به حملهٔ اتمی کرده و حتی آزمایش‌های اتمی متعددی انجام داده‌است به تازگی آزمایش بمب هیدروژنی خشم خیلی از کشورها و سازمان ملل را برانگیخته است.
کرهٔ جنوبی با همسایهٔ بزرگ‌تر خود چین روابط تحسین‌برانگیز و پرظرفیتی داشته‌است که رقابت با ژاپن چه در کره چه در چین از دلایل این روابط محکم است. با آن که کرهٔ جنوبی عضوی از جنبش عدم تعهد نیست اما ایجاد تعادل میان شرق و غرب توسط دولت کره و روابط مستحکم میان خود تایوان و چین و بسیاری از کشورها باعث رشد اقتصادی این کشور شده‌است. با این حال کرهٔ جنوبی با بیش از ۱۵۰ کشور جهان روابط دیپلماتیک دارد.
کرهٔ جنوبی با فناوری پیشرفته خود ششمین کشور قدرتمند در صنایع نظامی جهان است و دارای جنگنده‌های پیشرفته و تانک‌های قدرتمندی می‌باشد.

## روابط اقتصادی کرهٔ جنوبی
اقتصاد موفق کرۀ جنوبی نه تنها الگویی برای کشورها در حال توسعه شده بلکه امر باعث شده تا بسیاری از کشورها تمایلات خود برای ورود به بازار الکترونیکی کرهٔ جنوبی نشان دهند.
کرهٔ جنوبی از نخستین کشورهای ارائه‌دهندۀ اینترنت در جهان است و دارای چندید شرکت بزرگ الکترونیکی از جمله سامسونگ و ال جی همین‌طور چندین شرکت اتوموبیل‌ساز از جمله هیوندای، دوو، کیا و سانگ یانگ است که در دنیا دارای شهرت بسیار زیادی دارد؛ به‌طوری‌که بیش از ۲۶ درصد بازار اتوموبیل آمریکا را به خود اختصاص داده‌است.

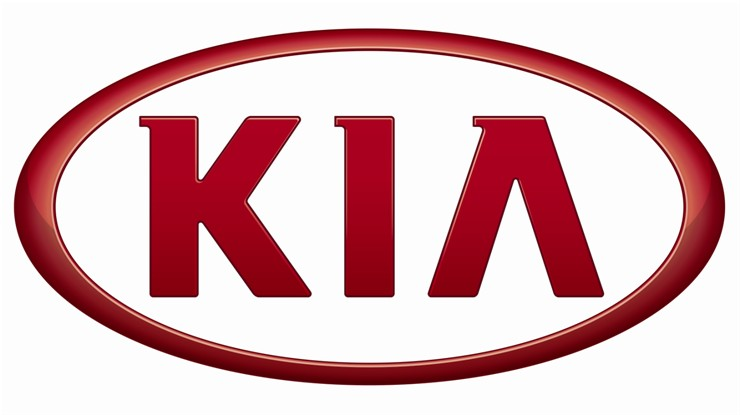
کیا

عمده صادرات کرۀ جنوبی لوازم الکترونیکی و خودرو است که از این راه سود هنگفتی برای این کشور دارد. افزون بر آن کرهٔ جنوبی از بزرگ‌ترین صادرکنندگان گندم وسیب زمینی است و تنها کشور صادرکنندۀ جنسینگ می‌باشد.
عمده واردات کرهٔ جنوبی از چین آمریکا و اسپانیا می‌باشد.
کرۀ جنوبی از خریداران عمدهٔ نفت از ایران و گاز از روسیه می‌باشد.
کرهٔ جنوبی یکی از کهن‌ترین کشورها نیز در زمینهٔ تولید و صادرات پوشاک در کنار چین و سنگاپور بوده و می‌باشد.

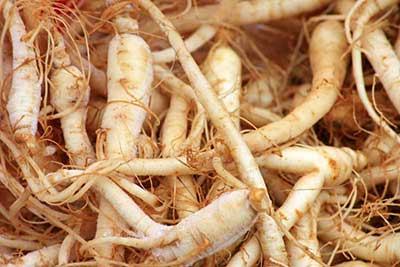
جنسینگ کره‌ای

کرۀ جنوبی از نظر صنعت کردشگری در جهان رتبهٔ بالایی دارد و سالانه درآمد زیادی از این راه بدست می‌آورد. توریست‌های وارده بیشتر چینی، آمریکایی، روسی، برزیلی و اسپانیایی می‌باشد.

## روابط فرهنگی کرهٔ جنوبی
از دههٔ ۶۰ میلادی به بعد کرهٔ جنوبی سریع‌ترین رشد اقتصادی در جهان را پیدا کرد و این موضوع تأثیر به سزایی در زمینهٔ هنری و فرهنگی در این کشور گذاشت. انواع موزه‌های تاریخی با اشیاء به جا مانده از سلسله‌های پیشین از جمله چوسان می‌توان در سطح کشور یافت. موزهٔ ملی کره نمونهٔ کوچکی از آن‌هاست که رتبهٔ ششمین موزهٔ بزرگ و پرمحتوا جهان را دارا است.
سئول پایتخت این کشور به همراه اینچئون و بوسان از شهرهای مهم کشور است ضمن اینکه سئول در سال ۲۰۱۰ و ۲۰۱۳ لقب زیباترین پایتخت جهان را دریافت کرد.
کره جنوبی از امن‌ترین کشورهای جهان است و این زمینه را برای رشد فعالیت‌های فرهنگی افزایش می‌دهد.
صنعت موسیقی کی پاپ که از سال ۲۰۰۳ در کرهٔ جنوبی و تحت عنوان موسیقی پاپ کره‌ای آغاز بکار کرد پدیده‌ای پر زرق و برق جدید در موسیقی دنیا ایجاد کرد که سالانه باعث تجمع جمعیت در کنسرت‌های گروه‌های موسیقی در لس آنجلس شیکاگو توکیو سوچی پکن شانگهای تایپه بانکوک جاکارتا مادرید و ریودوژانیرو می‌شود.
صنعت فیلمسازی کرهٔ جنوبی در دههٔ اخیر رشد چشمگیری داشته و جز ۱۰ کشور صاحب نام در این زمینه می‌باشد.

## اندونزی
در مه ۲۰۲۳ بانک های مرکزی کره جنوبی و اندونزی یادداشت تفاهمی را برای ترویج تجارت دوجانبه با ارزهای ملی امضا کردند و از دلار آمریکا به عنوان یک واسطه فاصله گرفتند. این دو در بیانیه‌ای مشترک اعلام کردند که انتظار می‌رود این گام به شرکت‌های کره جنوبی و اندونزی کمک کند تا هزینه‌های مبادلات و قرار گرفتن در معرض خطرات نرخ ارز را کاهش دهند.